# お正月ニッポンプロジェクト
お正月ニッポンプロジェクト(おしょうがつ ニッポンプロジェクト）は、日本の正しいお正月を啓発する為に、作家／民俗学専門家の飯倉晴武を発起人として、江戸東京博物館館長の竹内誠、旅の文化研究所所長の神崎宣武、和文化研究家の三浦康子、料理研究家の今泉久美がサポーターを務める団体である。現在、団体の事務局長を株式会社紀文食品が行い、協力企業として日本和装、他に宝酒造、ミツカン、岩塚製菓株式会社が協賛している。

## 概要
家々に一年の実りと幸せをもたらす年神様（としがみさま）を、いつも生活しているお家で、家族みんなで一緒に迎え、新年のご馳走であるおせちを食べながら、その年の家族の幸せや無事を願う行事お正月を行う家庭が少なくなってきていることから、正しい日本のお正月を後世に伝承するために、2009年（平成21年）10月5日に設立された。

## 活動内容
- 「日本の正しいお正月」の啓発
- 「お正月ニッポンプロジェクト」公式サイト（PC、モバイル）からの情報発信
- 「お正月ニッポンプロジェクト」公式ツイッター、公式フェイスブックページからの情報発信
- 「お正月ニッポンプロジェクト　フォロワーズ」1万人募集キャンペーンの展開
- 「お正月ニッポンプロジェクト　キュレーター候補生」募集、及び「お正月キュレーター」育成プロジェクトの展開
- 「お正月大学」イベントの実施

### メディアとの連携
2009年（平成21年）11月18日東京都内で、設立発表イベントが開かれ、“ニッポンのパパ”代表として的場浩司が和服姿で登場し、会場にはギャルママ親子20組が招かれた。また、同団体製作のお正月啓発アニメ「としがみさまをおうちによぼう大作戦！」も上映された。
2011年（平成23年）10月3日から、ツイッターやフェイスブックなどを活用し、東日本大震災への被災地支援のために”お正月ニッポンプロジェクトフォロワーズ募集」キャンペーンや、お正月について学んでもらうために「お正月キュレーター」募集などを行っている。